# Coloborrhis dubiosa
Coloborrhis dubiosa är en insektsart som beskrevs av Evans 1959. Coloborrhis dubiosa ingår i släktet Coloborrhis och familjen dvärgstritar. Inga underarter finns listade i Catalogue of Life.